# 大叠水瀑布

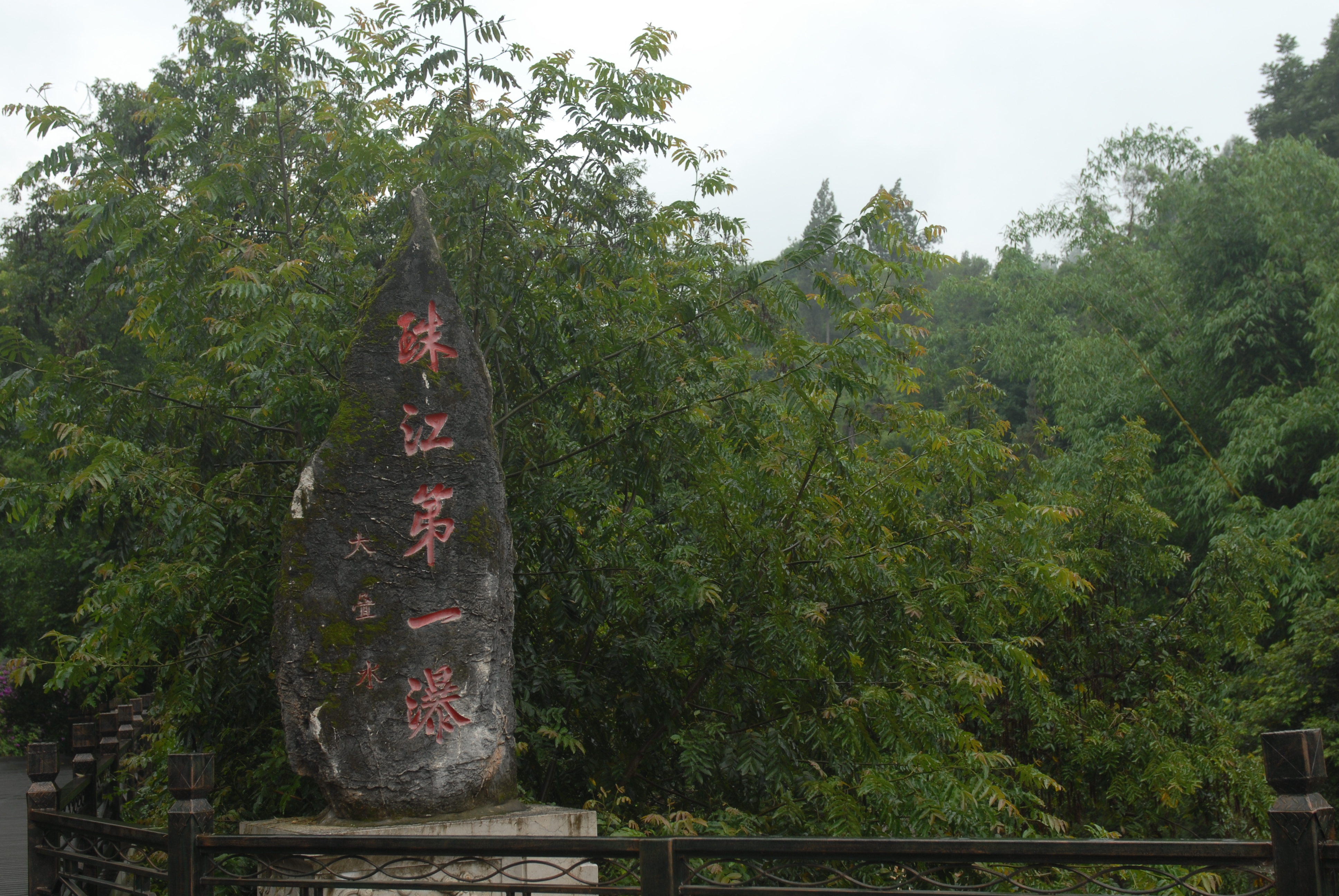
“珠江第一瀑”的门牌石

大叠水瀑布也叫飞龙瀑，古称叠水蒸云，是云南省昆明市石林彝族自治县的一个瀑布，位于巴江下游流出石林县境处，距离县城18千米，距离石林风景区27千米，是云南省最大的瀑布，号称“珠江第一瀑”:455。大叠水瀑布也是成龙在电影《神话》中飞身跃入瀑布的取景地。

## 水体
大叠水瀑布的水源由巴江、马料河、大可河汇集供给，丰水期流量每秒140立方米，枯水期流量每秒3.2立方米:455-456。2010年石林县的旱灾中，上游河道水量骤减，大叠水瀑布接近断流。在丰水期，由于上游河水夹带泥沙，大叠水瀑布整体呈土黄色，每年的七八月是观瀑最佳的“回水天”。

## 景区
大叠水风景区是石林风景名胜区内的瀑布观景区，包括大叠水瀑布、小叠水瀑布、仙人洞、珍珠泉等景点:176-177，景区面积2.87平方千米:455。截止2014年，大叠水瀑布景点的门票为成人每人18元，儿童每人9元。